# Psaume 82 (81)

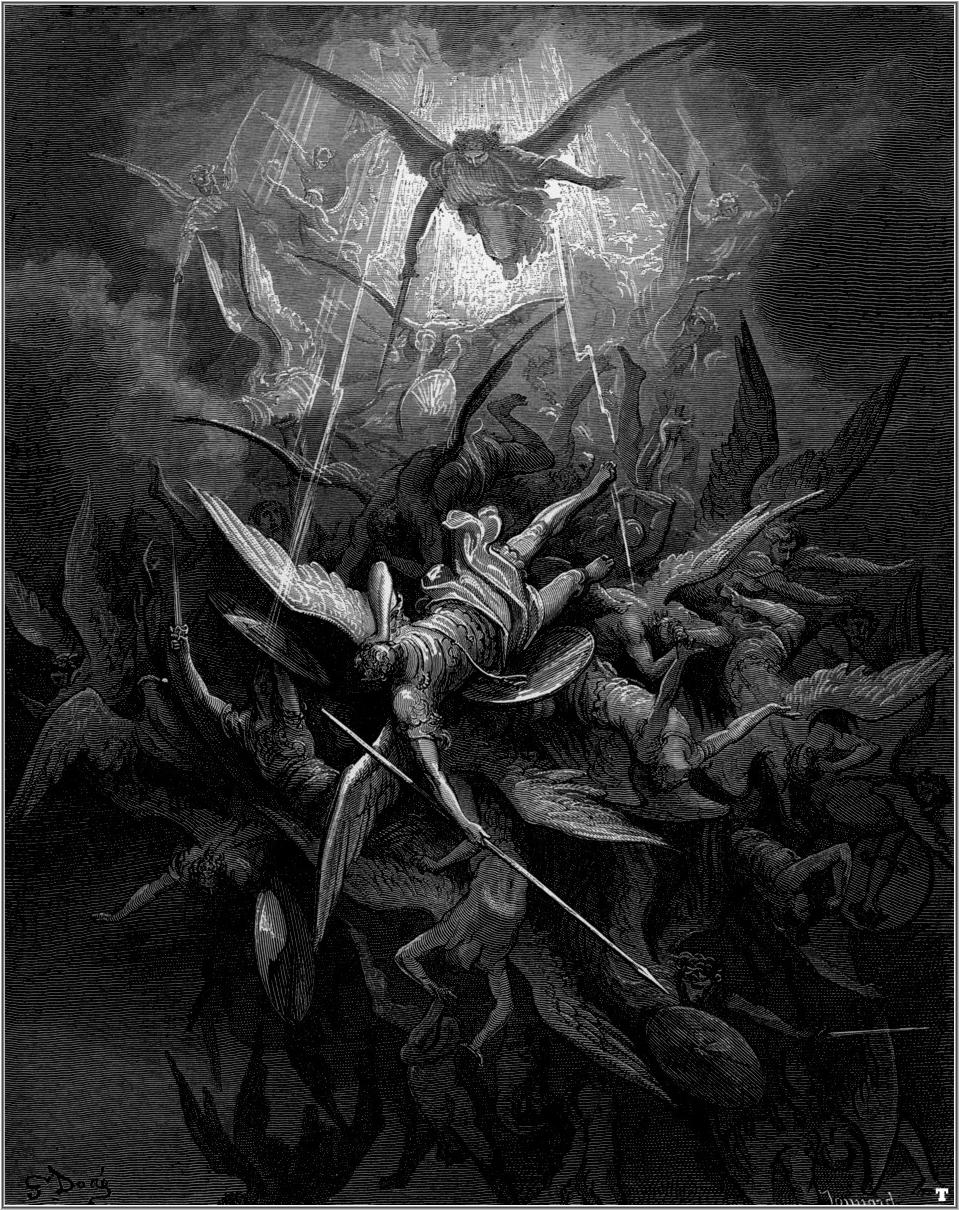
illustration du paradis perdu de John Milton 1866

Le psaume 82 (81 selon la numérotation grecque) fait partie du troisième recueil du livre des psaumes. Il traite à la fois le thème de la seigneurie de Dieu sur tous les dieux, les idoles des païens, et le thème de l'iniquité des juges.

## Texte
| verset | original hébreu                                       | traduction française de Louis Segond                                                                                 | Vulgate latine                                                                         |
| ------ | ----------------------------------------------------- | --- | -------------------------------------------------------------------------------------- |
| 1      | מִזְמוֹר, לְאָסָף:אֱלֹהִים, נִצָּב בַּעֲדַת-אֵל; בְּקֶרֶב אֱלֹהִים יִשְׁפֹּט       | [Psaume d’Asaph.] Dieu se tient dans l’assemblée de Dieu ; il juge au milieu des dieux.                              | [Psalmus Asaph] Deus stetit in synagoga deorum in medio autem Deus deiudicat           |
| 2      | עַד-מָתַי תִּשְׁפְּטוּ-עָוֶל; וּפְנֵי רְשָׁעִים, תִּשְׂאוּ-סֶלָה                | Jusques à quand jugerez-vous avec iniquité, et aurez-vous égard à la personne des méchants ? [Pause]                 | Usquequo iudicatis iniquitatem et facies peccatorum sumitis [diapsalma]                |
| 3      | שִׁפְטוּ-דַל וְיָתוֹם; עָנִי וָרָשׁ הַצְדִּיקוּ                         | Rendez justice au faible et à l’orphelin, faites droit au malheureux et au pauvre,                                   | Iudicate egenum et pupillum humilem et pauperem iustificate                            |
| 4      | פַּלְּטוּ-דַל וְאֶבְיוֹן; מִיַּד רְשָׁעִים הַצִּילוּ                       | Sauvez le misérable et l’indigent, délivrez-les de la main des méchants.                                             | Eripite pauperem et egenum de manu peccatoris liberate                                 |
| 5      | לֹא יָדְעוּ, וְלֹא יָבִינוּ-- בַּחֲשֵׁכָה יִתְהַלָּכוּ;יִמּוֹטוּ, כָּל-מוֹסְדֵי אָרֶץ | Ils n’ont ni savoir ni intelligence, ils marchent dans les ténèbres ; tous les fondements de la terre sont ébranlés. | Nescierunt neque intellexerunt in tenebris ambulant movebuntur omnia fundamenta terrae |
| 6      | אֲנִי-אָמַרְתִּי, אֱלֹהִים אַתֶּם; וּבְנֵי עֶלְיוֹן כֻּלְּכֶם                 | J’avais dit : Vous êtes des dieux, vous êtes tous des fils du Très-Haut.                                             | Ego dixi dii estis et filii Excelsi omnes                                              |
| 7      | אָכֵן, כְּאָדָם תְּמוּתוּן; וּכְאַחַד הַשָּׂרִים תִּפֹּלוּ                    | Cependant vous mourrez comme des hommes, vous tomberez comme un prince quelconque.                                   | Vos autem sicut homines moriemini et sicut unus de principibus cadetis                 |
| 8      | קוּמָה אֱלֹהִים, שָׁפְטָה הָאָרֶץ: כִּי-אַתָּה תִנְחַל, בְּכָל-הַגּוֹיִם         | Lève-toi, ô Dieu, juge la terre ! Car toutes les nations t’appartiennent.                                            | Surge Deus iudica terram quoniam tu hereditabis in omnibus gentibus                    |

## Usages liturgiques

### Dans le judaïsme
Le psaume 82 est récité le septième et dernier jour de la fête de Souccot. Il est aussi récité le mardi, lors de la prière quotidienne du Shir shel yom. On retrouve le verset 1 du psaume dans le traité Pirke Avot et dans la Mishna Tamid.

### Dans le christianisme

#### Chez les catholiques
Traditionnellement selon la règle de saint Benoît fixée vers 530, ce psaume était récité ou chanté lors de la célébration de matines du jeudi, auprès des monastères.
Dans la liturgie des Heures actuelle, le psaume 82 est chanté ou récité à l’office du milieu du jour le lundi de la quatrième semaine.

## Postérité
Le verset 6 du psaume a inspiré le titre du film Des Hommes et des dieux, de Xavier Beauvois, qui raconte la vie des moines de Tibhirine.

## Mise en musique
- En 1690, Michel-Richard de Lalande écrit un grand motet pour ce psaume (S.30), aujourd'hui perdu.